# Горњи Сибовац
Горњи Сибовац (алб. Siboc i Epërm) је насељено место у општини Подујево, Косово и Метохија, Република Србија.

## Демографија
| Демографија | Демографија | Демографија |
| Година      | Становника  | Становника  |
| ----------- | ----------- | ----------- |
| 1948.       | 311         |             |
| 1953.       | 523         |             |
| 1961.       | 604         |             |
| 1971.       | 617         |             |
| 1981.       | 789         |             |
| 1991.       | 940         |             |